# Erich Honecker
Erich Honecker (n. 25 august 1912, Neunkirchen, Regatul Prusiei, Imperiul German – d. 29 mai 1994, Provincia Santiago, Regiunea Santiago Metropolitan, Chile) a fost un politician comunist german care a condus Republica Democrată Germană (Germania de Est) din 1971 până în 1989.
Cariera sa de comunist a început în anii 1920, când Honecker era membru al organizației comuniste germane (de tineret). În 1935, în condițiile în care naziștii ajung la putere, a fost arestat și condamnat la 10 ani de închisoare. În perioada războiului a fost închis într-un lagăr de concentrare. Și-a reluat activitatea politică după ce a fost eliberat de trupele sovietice în 1945. În 1969, Erich Honecker a fost decorat cu Ordinul Karl Marx. 
Honecker a condus statul est-german din 1971 până în 1989, când a fost răsturnat în cursul evenimentelor revoluționare din Germania. La acea dată era secretar general al Partidului Socialist Unit din Germania (P.S.U.G.), Sozialistische Einheitspartei Deutschlands (SED), partidul conducător din Republica Democrată Germană.
După reunificarea Germaniei, Erich Honecker s-a refugiat în Chile, unde a decedat. În 1990, autoritățile au renunțat la judecarea crimelor lui Erich Honecker datorită faptului că era grav bolnav de cancer la ficat. 
A fost căsătorit cu Margot Honecker, care a deținut funcția de ministru al educației naționale în perioada 1963-1989.

## Distincții
- Ordinul Karl Marx (1982 și 1987)[12]
- Ordinul „Victoria Socialismului” (14 aprilie 1987) „pentru contribuția deosebită adusă la dezvoltarea colaborării dintre Partidul Comunist Român și Partidul Socialist Unit din Germania, dintre Republica Socialistă România și Republica Democrată Germană, la întărirea prieteniei dintre poporul român și poporul german, la promovarea cauzei generale a socialismului, păcii și colaborării internaționale, cu prilejul împlinirii vîrstei de 75 de ani”[13]